# 黑暗元素 (電視劇)
《黑暗元素》（英語：His Dark Materials）是一部英國奇幻冒險電視劇，改編自菲力普·普曼的同名系列小說。本劇由新線影業和Bad Wolf公司製作，於BBC One首播。HBO負責劇集在美國播放和國際發行。第一季共8集，於2019年11月3日在BBC首播，次日在HBO首播。在劇集首播前，BBC續訂第二季，共7集。第二季於2020年11月8日在英國的BBC One首播，2020年11月16日在美國的HBO和HBO Max首播。2020年12月，續訂第三季，共8集。

## 概要
故事發生在不同於現實的異世界中。在這個世界中，所有的人類均擁有被稱為守護精靈的動物同伴，這些動物是人類靈魂的具象體現。女主角萊拉·貝拉克成長於英國牛津的約旦學院。在她前往倫敦尋找失蹤的朋友羅傑的過程中，萊拉發現一系列兒童失蹤事件與神秘物質塵埃有所關聯。隨著故事展開，她還發現了涉及到艾塞列公爵和瑪莉莎·考爾特的危險秘密。

## 演員

### 主要角色
- 達芙妮·金 飾 萊拉·貝拉克（Lyra Belacqua）：在約旦學院長大的女孩。

- 露絲·威爾遜 飾 瑪莉莎·考爾特（Marisa Coulter）：萊拉的母親。

- 安-瑪莉·達芙（英语：Anne-Marie Duff） 飾 瑪·可斯塔（Ma Costa）：吉普賽女性，比利和東尼的母親，曾照顧嬰兒時期的萊拉。

- 克拉克·彼得斯 飾 卡恩博士（Dr Carne）：約旦學院的院長。

- 詹姆斯·考斯摩（英语：James Cosmo） 飾 法德爾·科拉姆（英语：Farder Coram）：吉普賽老人，與萊拉成為朋友，女巫席拉芬娜的舊情人。

- 阿利安·巴克瑞（英语：Ariyon Bakare） 飾 卡洛·波萊爾公爵（英语：Lord Boreal）：可以在兩個世界穿梭的教誨權威的關鍵人物。在威爾的世界中，他化名為查爾斯·拉特羅姆爵士（Sir Charles Latrom）[2]。

- 威爾·基恩（英语：Will Keen） 飾 麥菲爾神父（Father MacPhail）：教誨權威的官員。

- 盧錫安·薩馬蒂（英语：Lucian Msamati） 飾 約翰·法阿（John Faa）：吉普賽人的首領。

- 加里·劉易斯（英语：Gary Lewis (actor)） 飾 索羅德（Thorold）：艾塞列公爵的助手。

- 勒溫·勞埃德（Lewin Lloyd） 飾 羅傑·帕斯洛（英语：Roger Parslow）：與萊拉一起長大的好友。

- 丹尼爾·弗羅格森（Daniel Frogson） 飾 東尼·可斯塔（Tony Costa）：吉普賽男孩，瑪·可斯塔的長子。

- 占士·麥艾禾 飾 艾塞列·貝拉克（Lord Asriel Belacqua）：探險家，萊拉的父親。

- 林-曼努爾·米蘭達 飾 李·史科比（Lee Scoresby）：氣球駕駛員。

- 露塔·格德米納斯 飾 席拉芬娜·帕可拉（Serafina Pekkala）：女巫，法德爾·科拉姆的舊情人[3]。

- 莉亞·威廉姆斯（英语：Lia Williams） 飾 庫珀博士（Dr Cooper）：教誨權威在伯爾凡加（Bolvangar）處的科學家[4]。

- 阿米爾·威爾森（英语：Amir Wilson） 飾 威爾·帕里（英语：Will Parry (His Dark Materials)）：牛津的高中生，父親於13年前失蹤[5]。

- 妮娜·索桑亞（英语：Nina Sosanya） 飾 伊萊恩·帕里（Elaine Parry）：威爾患有精神疾病的母親[4]。

- 安德魯·史考特 飾 約翰·帕里上校（Colonel John Parry）：前海軍陸戰隊員和探險家，化名為斯坦尼斯勞斯·格魯曼（Stanislaus Grumman），威爾的父親[6]。

### 常設和客串角色

#### 第一季
- 西蒙·馬尼奧達（英语：Simon Manyonda） 飾 班傑明·德·魯伊特（Benjamin de Ruyter）：吉普賽男孩，東尼·可斯塔的好友，被派遣追查失蹤兒童的下落。

- 傑夫·貝爾（英语：Geoff Bell (actor)） 飾 傑克·維霍夫（Jack Verhoeven）：吉普賽人。

- 泰勒·豪威特（Tyler Howitt） 飾 比利·可斯塔（Billy Costa）：被神秘組織「吞人獸」（Gobblers）綁架的吉普賽男孩，瑪·可斯塔的幼子，東尼的弟弟。

- 馬特·福瑞澤（英语：Mat Fraser） 飾 雷蒙德·馮·格利特（Raymond Van Geritt）：吉普賽人。

- 大衛·朗厄姆（David Langham） 飾 加勒特神父（Father Garret）：教誨權威成員[2]。

- 羅伯特·埃姆斯（英语：Robert Emms） 飾 托馬斯（Thomas）：為波萊爾公爵工作的特工，負責監視帕里一家[7]。

- 莫菲德·克拉克 飾 克拉拉（Sister Clara）：在伯爾凡加工作的護士[4][8]。

- 弗蘭克·伯克（Frank Bourke） 飾 帕佛修士（Fra Pavel）：教誨權威成員，負責解讀真理探測儀。

- 喬·坦伯格（Joe Tandberg） 飾 歐瑞克·拜尼森（英语：Iorek Byrnison）：武裝熊。坦伯格為其配音並擔當動作捕捉演員[9][10]。

- 伊恩·蓋爾德 飾 查爾斯（Charles）：圖書管理員。

- 雷·費倫（英语：Ray Fearon） 飾 漢威先生（Mr Hanway）：威爾的拳擊教練[4][2]。

- 喬治娜·坎貝爾 飾 艾德麗·史特敏（Adele Starminster）：記者。

### 配音
- 海倫·麥克羅伊（英语：Helen McCrory） 飾 史特拉（Stelmaria）：艾塞列公爵的守護精靈[11]。

- 大衛·蘇切特 飾 凱薩（Kaisa）：女巫席拉芬娜·帕可拉的守護精靈[9]。

- 克里斯特拉·阿隆佐（英语：Cristela Alonzo） 飾 赫斯特（Hester）：李·史科比的守護精靈[9]。

- 基特·康納 飾 潘拉蒙（Pantalaimon）：萊拉·貝拉克的守護精靈[a][9]。

- 布賴恩·費舍爾（Brian Fisher） 飾 金絲猴（Monkey）：瑪莉莎·考爾特的守護精靈[9]。

## 集數
| 季數 | 集数 | 集数 | 首播日期      | 首播日期       | 英國平均收視 （百萬） | 美國平均收視 （百萬） |
| 季數 | 集数 | 集数 | 首映          | 季终           | 英國平均收視 （百萬） | 美國平均收視 （百萬） |
| ---- | ---- | ---- | ------------- | -------------- | --------------------- | --------------------- |
| 1    | 8    | 8    | 2019年11月3日 | 2019年12月22日 | 7.063                 | 0.423                 |
| 2    | 7    | 7    | 2020年11月8日 | 2020年12月20日 | 4.923                 | 0.246                 |

### 第一季（2019年）
| 總集數 | 集數 （季） | 標題         | 導演          | 編劇      | 首播日期               | 收視人數（百萬） |
| ------ | ----------- | ------------ | ------------- | --------- | ---------------------- | ---------------- |
| 1      | 1           | 萊拉的約旦   | 湯姆·霍伯     | 傑克·索恩 | 2019年11月3日（英國）  | 9.72（英國）     |
| 1      | 1           | 萊拉的約旦   | 湯姆·霍伯     | 傑克·索恩 | 2019年11月4日（美國）  | 0.424（美國）    |
| 2      | 2           | 北地傳奇     | 湯姆·霍伯     | 傑克·索恩 | 2019年11月10日（英國） | 7.71（英國）     |
| 2      | 2           | 北地傳奇     | 湯姆·霍伯     | 傑克·索恩 | 2019年11月11日（美國） | 0.369（美國）    |
| 3      | 3           | 間諜         | 道恩·沙德福斯 | 傑克·索恩 | 2019年11月17日（英國） | 7.22（英國）     |
| 3      | 3           | 間諜         | 道恩·沙德福斯 | 傑克·索恩 | 2019年11月18日（美國） | 0.348（美國）    |
| 4      | 4           | 盔甲         | 奧托·巴瑟斯特 | 傑克·索恩 | 2019年11月24日（英國） | 6.88（英國）     |
| 4      | 4           | 盔甲         | 奧托·巴瑟斯特 | 傑克·索恩 | 2019年11月25日（美國） | 0.396（美國）    |
| 5      | 5           | 迷失的男孩   | 奧托·巴瑟斯特 | 傑克·索恩 | 2019年12月1日（英國）  | 6.69（英國）     |
| 5      | 5           | 迷失的男孩   | 奧托·巴瑟斯特 | 傑克·索恩 | 2019年12月2日（美國）  | 0.467（美國）    |
| 6      | 6           | 守護精靈牢籠 | 尤若斯·林恩   | 傑克·索恩 | 2019年12月8日（英國）  | 6.36（英國）     |
| 6      | 6           | 守護精靈牢籠 | 尤若斯·林恩   | 傑克·索恩 | 2019年12月9日（美國）  | 0.393（美國）    |
| 7      | 7           | 死戰         | 傑米·柴爾茲   | 傑克·索恩 | 2019年12月15日（英國） | 6.08（英國）     |
| 7      | 7           | 死戰         | 傑米·柴爾茲   | 傑克·索恩 | 2019年12月16日（美國） | 0.485（美國）    |
| 8      | 8           | 背叛         | 傑米·柴爾茲   | 傑克·索恩 | 2019年12月22日（英國） | 5.87（英國）     |
| 8      | 8           | 背叛         | 傑米·柴爾茲   | 傑克·索恩 | 2019年12月23日（美國） | 0.502（美國）    |

### 第二季（2020年）
| 總集數 | 集數 （季） | 標題     | 導演        | 編劇                         | 首播日期               | 收視人數（百萬） |
| ------ | ----------- | -------- | ----------- | ---------------------------- | ---------------------- | ---------------- |
| 9      | 1           | 鵲之城   | 傑米·柴爾茲 | 傑克·索恩                    | 2020年11月8日（英國）  | 5.64（英國）     |
| 9      | 1           | 鵲之城   | 傑米·柴爾茲 | 傑克·索恩                    | 2020年11月16日（美國） | 0.227（美國）    |
| 10     | 2           | 洞穴     | 傑米·柴爾茲 | 傑克·索恩和法蘭西斯卡·加德納 | 2020年11月15日（英國） | 5.01（英國）     |
| 10     | 2           | 洞穴     | 傑米·柴爾茲 | 傑克·索恩和法蘭西斯卡·加德納 | 2020年11月23日（美國） | 0.229（美國）    |
| 11     | 3           | 偷竊     | 莉安·韋勒姆 | 傑克·索恩和莎拉·昆特雷爾     | 2020年11月22日（英國） | 4.70（英國）     |
| 11     | 3           | 偷竊     | 莉安·韋勒姆 | 傑克·索恩和莎拉·昆特雷爾     | 2020年11月30日（美國） | 0.234（美國）    |
| 12     | 4           | 天使塔   | 莉安·韋勒姆 | 傑克·索恩和娜姆希·可汗       | 2020年11月29日（英國） | 4.757（英國）    |
| 12     | 4           | 天使塔   | 莉安·韋勒姆 | 傑克·索恩和娜姆希·可汗       | 2020年12月7日（美國）  | 0.264（美國）    |
| 13     | 5           | 學者     | 莉安·韋勒姆 | 法蘭西斯卡·加德納            | 2020年12月6日（英國）  | 4.817（英國）    |
| 13     | 5           | 學者     | 莉安·韋勒姆 | 法蘭西斯卡·加德納            | 2020年12月14日（美國） | 0.216（美國）    |
| 14     | 6           | 惡意     | 傑米·柴爾茲 | 傑克·索恩和莉迪亞·阿德圖吉   | 2020年12月13日（英國） | 4.782（英國）    |
| 14     | 6           | 惡意     | 傑米·柴爾茲 | 傑克·索恩和莉迪亞·阿德圖吉   | 2020年12月21日（美國） | 0.202（美國）    |
| 15     | 7           | 伊瑟艾特 | 傑米·柴爾茲 | 傑克·索恩                    | 2020年12月20日（英國） | 4.696（英國）    |
| 15     | 7           | 伊瑟艾特 | 傑米·柴爾茲 | 傑克·索恩                    | 2020年12月28日（美國） | 0.347（美國）    |

## 製作

官方宣傳圖

菲力普·普曼從1995年至2000年創作了《黑暗元素三部曲》三本小說，在青年小說中都取得成功，這導致了2007年電影《魔幻羅盤》的發展。這部電影受到小說三部曲的影迷批評，因為故事中批評宗教的內容被淡化，還有一些宗教組織針對其反宗教主題提出批評。根除菲力普·普曼說，當電影上映時，由於宗教團體的強烈反對和電影失望的反嚮，所以不大可能改編小說系列的另外兩部續集。
經過幾年的開發地獄後，版權歸還給普曼。2015年11月，BBC One宣布將把普曼的奇幻小说《黑暗元素三部曲》製作為電視劇，原著作者普曼也將擔任該劇的監製，他表示：「看到這個故事被改編成不同的形式、通過不同的媒體呈現，讓我獲得了源源不斷的樂趣。它被改成過廣播劇、舞台劇、有聲書、電影，還有漫畫，而現在又有了電視版本。」2017年4月，編劇傑克·索恩向《廣播時報》表示這部電視劇仍處於製作階段，盡可能忠於原著。
2018年3月8日，宣布湯姆·霍伯已簽約成為導演，此外達芙妮·金將飾演女主角萊拉·貝拉克，林-曼努爾·米蘭達將飾演冒險家李·史科比。2018年6月8日，宣布了詹姆士·麥艾維、克拉克·彼得斯和露絲·威爾遜已經簽約加入演員陣容。7月27日，BBC正式公佈選角。8月，《廣播時報》透露，露塔·格德米納斯將飾演女巫女王席拉芬娜·帕可拉的角色。劇集第一季於2018年7月在加的夫正式開拍。
2019年2月24日，BBC發佈了一支先行預告片，確認劇集將於下半年首播。2019年3月，HBO取得了劇集在美國的發行權。5月，HBO宣佈劇集將於2019年下半年首播。
在劇集首播前，BBC續訂第二季，共8集。由於有多名小演員在劇中擔當主演，製作團隊於第一季播出之前開啟第二季的拍攝。受2019冠狀病毒病疫情影響，最終僅完成7集的製作。

## 音樂
劇集的音樂原聲帶全部由羅恩·巴夫作曲，第一季的音樂精選輯數位版於2019年11月3日在亞馬遜和iTunes上發行，第一季原聲帶於2019年12月20日發行。第二季音樂精選輯的數位版於2020年11月8日發行。

## 迴響
| 季數 | 季數 | 爛番茄            | Metacritic       |
| ---- | ---- | ----------------- | ---------------- |
|      | 1    | 80%（98位劇評人） | 69（22位劇評人） |
|      | 2    | 85%（33位劇評人） | 71（4位劇評人）  |

### 評價
《黑暗元素》受到廣泛好評。第一季在影視匯總點評網站爛番茄上，劇集獲得80%的「認證新鮮」標牌，6.6/10分（98位劇評人）。《黑暗元素》第一季在Metacritic網站上獲得了「普遍好評」，69/100分（22位劇評人）。《黑暗元素》第二季在影視匯總點評網站爛番茄上獲得85%的新鮮度，7.03/10分（33位劇評人）。《黑暗元素》第二季在Metacritic網站上獲得了「普遍好評」，71/100分（4位劇評人）。

## 宣傳與發行
2019年7月18日，HBO在聖地牙哥國際漫畫展上發佈了第一支預告片。2019年9月12日，BBC公佈劇集將於2019年11月3日在英國和愛爾蘭首播，HBO將於2019年11月4日首播。
第二季於2020年11月8日在英國的BBC One首播，2020年11月16日在美國的HBO和HBO Max首播。

### 影碟發行
| 季數 | 季數 | 集數 | DVD發行日期  | DVD發行日期    | DVD發行日期  | 藍光影碟發行日期 | 藍光影碟發行日期 |
| 季數 | 季數 | 集數 | 區域1        | 區域2          | 區域4        | A區              | B區              |
| ---- | ---- | ---- | ------------ | -------------- | ------------ | ---------------- | ---------------- |
|      | 1    | 8    | 2020年8月4日 | 2020年1月27日  | 2020年8月5日 | 2020年8月4日     | 2020年1月27日    |
|      | 2    | 7    | 預售         | 2020年12月28日 | 待公布       | 預售             | 2020年12月28日   |

## 備註
1. ↑  潘拉蒙原由阿奇·巴尼斯配音[12]。
2. 1 2 3 4 5 6  導演威廉·麥格雷戈執導有關威爾的世界故事線部分[15]。

## 外部連結
- 互联网电影数据库（IMDb）上《黑暗元素》的资料（英文）
- 爛番茄上《黑暗元素》的資料（英文）
- 豆瓣电影上《黑暗元素》的資料 （简体中文）